# Щекино (Путивльский район)
Щекино (укр. Щекино) — село,
Зиновский сельский совет,
Путивльский район,
Сумская область,
Украина.
Код КОАТУУ — 5923882814. Население по переписи 2001 года составляло 31 человек .

## Географическое положение
Село Щекино находится на расстоянии в 1 км от сёл Новые Гончары, Курдюмово и Белогалица.
В 2-х км проходит автомобильная дорога Т-1908.